# Dave Harper (cầu thủ bóng đá)
David Harper (29 tháng 9 năm 1938 – 24 tháng 1 năm 2013) là một cầu thủ bóng đá người Anh từng thi đấu ở vị trí tiền vệ ở Football League. Ông sinh ra ở Peckham, London, Anh.
Con trai của ông, Frank Harper, là một diễn viên người Anh trong đó đóng vai người cha của đứa con gái có tình yêu bóng đá (đóng bởi Keira Knightley) trong Bend It Like Beckham.